# Anapausis dudai
Anapausis dudai är en tvåvingeart som beskrevs av Haenni 2002. Anapausis dudai ingår i släktet Anapausis och familjen dyngmyggor.
Artens utbredningsområde är Kanarieöarna. Inga underarter finns listade i Catalogue of Life.